# Будаев, Осор Дугарович
Осор Дугарович Будаев (встречается написание имени Отсор, Отсар; отчества в разных документах — Дугарович, Будаевич) — бурятский буддийский монах, художник, исследователь традиционного буддийского искусства. Сотрудник ленинградского Музея истории религии. Репрессирован в 1937 году.

## Биография
Осор Будаев родился в 1886 или 1887 году в местности Судунтуй Читинского уезда Забайкальской области. Воспитывался в семье дяди по матери, в 11 лет поступил послушником в Агинский дацан. В 1904 году ушёл в Ургу, где в то время находился Далай-лама, и учился у сопровождавших Далай-ламу тибетских художников. В Урге встретился с Агваном Доржиевым, также бурятом по происхождению, который входил в теснейший круг приближённых Далай-ламы и оказал юноше своё покровительство. Учился у китайских живописцев, освоил искусство резьбы по дереву, получил навыки по оформлению буддийских книг. Вернулся в Бурятию признанным мастером; в 1912 году по приглашению Доржиева отправился в Санкт-Петербург для участия в оформлении внутреннего убранства храма Калачакры. По его эскизам, в частности, выполнены витражи плафонов в центральном зале. Работал вместе с Николем Рерихом и др. В 1915 году вернулся в Бурятию; был призван в армию. После демобилизации жил в Агинском дацане. Сотрудничал с Бурятским учёным комитетом (Буручком), участвовал в его историко-этнологических экспедициях. Среди работ этого периода — как каноническая религиозная живопись, так и бытовые зарисовки.
В 1930 году вновь вызван А. Доржиевым в Ленинград. Писал образы для алтаря буддийского храма, участвовал в ритуальных представлениях мистерии цам; одновременно с 1932 года работал в Музее истории религии (МИР), участвовал в создании экспозиции отдела «Буддизм-ламаизм». Неоднократно выезжал в командировки в Бурятию. После смерти покровительствовавшего ему директора МИР В. Г. Богораз-Тана (ум. 10 мая 1936 года) уволен; некоторое время работал художником в Музее революции.
23 февраля 1937 года арестован, 29 августа осужден выездной сессией Военной коллегии Верховного суда СССР по 58-й статье УК РСФСР, пп. 1а («измена Родине»), 8 (террористические акты), 9 (порча госимущества в контрреволюционных целях) и 11 (подготовка к таковым действиям). В тот же день расстрелян. Реабилитирован в 1959 году.
Одним из учеников Осора Будаева был Данзан Дондоков. В соавторстве с ним нарисовал ряд картин, в том числе «Колесо Сансары», одно из наиболее известных полотен.

## Адреса
В Санкт-Петербурге: На момент ареста проживал по адресу: г. Ленинград, Стародеревенская ул., д. 15, кв. 2. (В настоящее время —Приморский проспект).